# 藤野 (弘前市)
藤野（ふじの）は、青森県弘前市の地名。郵便番号は036-8326。

## 地理
一丁目と二丁目があり、北から東にかけて船水、東から南にかけて萢中、南西は浜の町東、西は外瀬に接する。

## 世帯数と人口
2017年（平成29年）6月1日現在の世帯数と人口は以下の通りである。
| 丁目       | 世帯数 | 人口 |
| ---------- | ------ | ---- |
| 藤野一丁目 | 15世帯 | 47人 |
| 計         | 15世帯 | 47人 |

## 施設

### 医療
- よこやま整形外科

### 商業
- 弘前日産城北大橋店
- ユアテック弘前営業所
- 丸祐運送藤代配送センター

### 工業
- 青森昭和産業本社・弘前工場
- 木村食品工業弘前工場
- 三光化成弘前工場
- 三上砕石
- 凸版メディア藤代オフ輪工場
- 弘前建機

### 農協
- JAつがる弘前穀類乾燥調整施設

### 交通
- 弘南バス本社

## 学区
| 大字       | 番地 | 小学校             | 中学校             |
| ---------- | ---- | ------------------ | ------------------ |
| 藤野一丁目 | 全域 | 弘前市立致遠小学校 | 弘前市立第二中学校 |
| 藤野二丁目 | 全域 | 弘前市立致遠小学校 | 弘前市立第二中学校 |

## 交通
- 弘南バス

県営アパート前（ミニバス 土堂・浜の町・栄町団地線）停留所。